# Premna mooiensis
Premna mooiensis là một loài thực vật có hoa trong họ Hoa môi. Loài này được (H.Pearson) W.Piep. miêu tả khoa học đầu tiên năm 1928.